# Паула Паттон
Паула Максін Паттон (англ. Paula Maxine Patton; нар. 5 грудня 1975, Лос-Анджелес, Каліфорнія, США) — американська акторка, відома за фільмами «Дежа вю», «Дзеркала», «Скарб», «Місія неможлива: Протокол «Фантом»» та «Два стволи».

## Біографія
Народилася 5 грудня 1975 року в Лос-Анджелесі, штат Каліфорнія, США.
У дитинстві Паула разом з родиною жила поруч зі студією 20th Century Fox. Її мати працювала вчителькою в школі, батько був юристом.
Вже під час навчання почала грати у шкільних постановках, потім в Hamilton Magnet Arts High School в Лос-Анджелесі. Деякий час вчилася в університеті Берклі, пізніше вступила до університету кіномистецтва Південної Каліфорнії. Отриманий диплом дозволив їй працювати асистенткою режисера документальних фільмів на каналі Discovery Health Channel. З 2005 року почала зніматися в кіно.

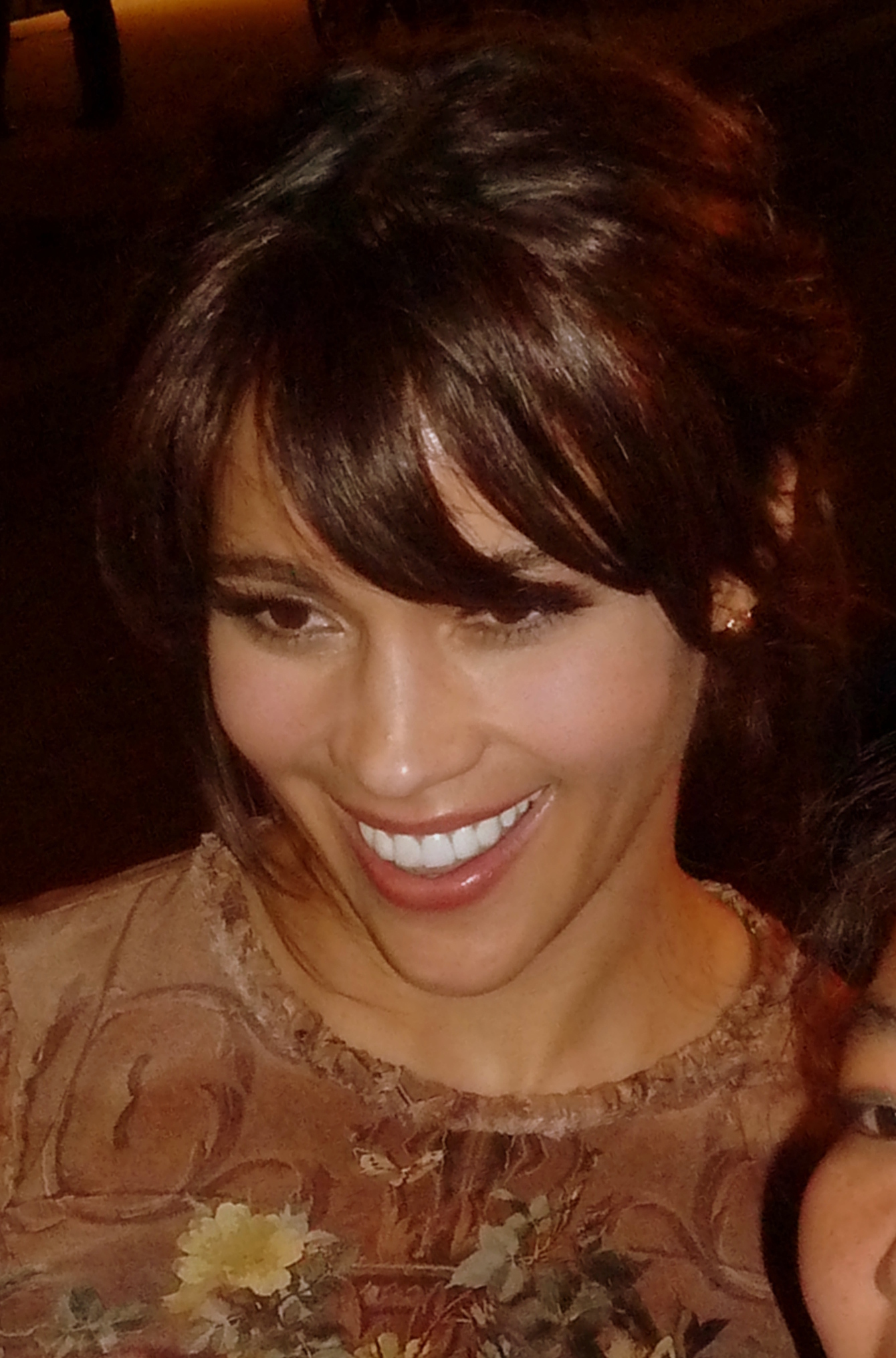
TIFF 2012

## Особисте життя
З 11 червня 2005 була одружена зі співаком Робіном Тіком, на розлучення з яким подала 3 жовтня 2014. Від шлюбу є син — Джуліан Фуего Тік (нар. 06.04.2010).

## Фільмографія
| Рік  |   | Українська назва                   | Оригінальна назва                    | Роль           |
| ---- | - | ---------------------------------- | ------------------------------------ | -------------- |
| 2005 | ф | Метод Хітча                        | Hitch                                | Менді          |
| 2005 | ф | Лондон                             | London                               | Алекс          |
| 2006 | ф | Дежа вю                            | Déjà Vu                              | Клер Кучевер   |
| 2008 | ф | Дзеркала                           | Mirrors                              | Емі Карсон     |
| 2008 | ф | На тверезу голову                  | Swing Vote                           | Кейт Медісон   |
| 2009 | ф | Скарб                              | Precious                             | місис Блу Рейн |
| 2011 | ф | Місія неможлива: Протокол «Фантом» | Mission: Impossible – Ghost Protocol | Джейн Картер   |
| 2011 | ф | Хто в домі хазяїн?                 | Jumping the Broom                    | Сабріна Вотсон |
| 2012 | ф | Роз'єднання                        | Disconnect                           | Сінді Галл     |
| 2013 | ф | Два стволи                         | 2 Guns                               | Деб Ріс        |
| 2016 | ф | Warcraft: Початок                  | Warcraft: The Beginning              | Гарона         |